# Aspödammen
Aspödammen är en sjö i Vetlanda kommun i Småland och ingår i Emåns huvudavrinningsområde. Sjön har en area på 0,594 kvadratkilometer och ligger 144,2 meter över havet. Aspödammen ligger i Emån (västra) Natura 2000-område. Sjön avvattnas av vattendraget Emån. Vid provfiske har abborre, braxen, löja och mört fångats i sjön.

## Delavrinningsområde
Aspödammen ingår i det delavrinningsområde (636793-146575) som SMHI kallar för Utloppet av Aspö Damm. Avrinningsområdets medelhöjd är 159 meter över havet och ytan är 3,63 kvadratkilometer. Räknas de 104 delavrinningsområdena uppströms in blir den ackumulerade arean 1 456,5 kvadratkilometer. Delavrinningsområdets utflöde Emån mynnar i havet. Delavrinningsområdet består mestadels av skog (79 procent). Avrinningsområdet har 0,6 kvadratkilometer vattenytor vilket ger det en sjöprocent på 16,5 procent.